# Mariano Armellini (abate)
Mariano Armellini, conosciuto anche come Mariano Armellino (Ancona, 10 dicembre 1662 – Foligno, 4 maggio 1737), è stato un abate, letterato ed erudito italiano.

## Biografia
Mariano Armellini prese i voti nella basilica di San Paolo fuori le mura il 1677. Conseguito il titolo di filosofo presso Monte Cassino (1687), insegnò e continuò ad approfondire studi in filosofia fino al 1695, pellegrinando qua e là, in vari centri religiosi e culturali della Congregazione cassinese. Dal 1697 iniziò anche a predicare, concludendo tale attività il 1722.
Venne promosso a capo dell'Abbazia di Sant'Eugenio di Siena nel 1722 da Papa Innocenzo XIII. In seguito, nel 1729, fu trasferito ad Assisi, presso San Pietro, e più tardi, nel 1731, si ritrovò presso la Cattedrale di San Feliciano, a Foligno, dove venne eletto abate del vicino monastero, nel 1734.

## Opere
- Bibliotheca benedictino-cassinensis, 2 voll., Assisi 1731-1732
  - I appendice: Appendix de viris litteris illustribus, Foligno 1732
  - II append.: Addictiones et correctiones bibliothecæ, etc., 2 voll., Foligno 1735-1736